# Kraftwerk Marckolsheim
Das Kraftwerk Marckolsheim ist ein Laufwasserkraftwerk am Rhein in Frankreich. Es liegt bei Marckolsheim im Département Bas-Rhin. Auf deutscher Seite liegen die Orte Wyhl und Sasbach am Kaiserstuhl (Gebirge). 
Im Gegensatz zu den vier Wasserkraftwerken im Verlauf des Rheinseitenkanals wird hier der Zulauf für eine Länge von etwa acht Kilometern aus dem Rhein abgezweigt („Schlingenlösung“). Für die Schifffahrt wurde parallel zum Kraftwerk im Kraftwerkskanal eine Schleuse mit zwei Schleusenkammern errichtet. Die Verbindungsstraße zwischen Marckolsheim und Wyhl bzw. Sasbach überquert den Kanal direkt am Kraftwerk.
Im Versailler Vertrag von 1919 erhielt Frankreich das alleinige Ausbaurecht für den Rhein als Grenzfluss zwischen Deutschland und Frankreich. Das 1961 in Betrieb gegangene Kraftwerk gehört der Électricité de France (EdF).